# Pfadi Region Basel
Die Pfadi Region Basel ist der Kantonalverband der Pfadis der Region Basel, deren Mitglieder aus den beiden Basel, dem Dorneck, dem Leimental und dem Fricktal kommen. Er gehört der Pfadibewegung Schweiz an und entstand am 20. Mai 1987. Über 4'000 Kinder, Jugendliche und junge Erwachsene engagieren sich in der Pfadi Region Basel in den fünf Altersstufen sowie der PTA (Pfadi Trotz Allem) der Pfadibewegung Schweiz.

## Organisation
In der Pfadi Region Basel sind, aufgrund der Grösse, die Abteilungen in fünf Bezirke zusammengefasst. Die Bezirke übernehmen Aufgaben wie die direkte Betreuung der Abteilungsleitenden, das Anbieten von Ausbildungskursen, der Informationsaustausch zwischen Kantonalverband und Abteilungen und die Organisation von Animations- und Plauschanlässen. Der Kantonalverband Pfadi stellt neben der Organisation diverser Grossanlässe in erster Linie die Aus- und Weiterbildung der Leitenden sowie die Kommunikation mit dem nationalen Verband sicher.
Die Bezirke der Pfadi Region Basel sind folgende:
- Johanniter
- KPK
- Raurica
- Rheinbund
- Zytröseli